# Битва за Хмельник
Бои за Хмельник (декабрь 1919) — столкновение между Армией Украинской Народной Республики (УНР) и частями белой армии во время Первого зимнего похода УНР.
После начала рейдовых действий в тылу врага, украинские части продвигались по Подолью. Город Хмельник, занятый белоармейцами, имел значение как местный узел снабжения и связи.
В декабре 1919 года подразделения УНР внезапно атаковали город и после короткого боя захватили его. Украинская армия взяла трофеи: оружие, боеприпасы, продукты питания.
Эта победа имела важное значение: она укрепила боевой дух армии, показала её способность вести успешные действия в глубоком тылу противника и поддержала престиж УНР среди местного населения.